# سرطانة غدانية كيسية
السرطانة الغدانية الكيسية، هي نوع نادر من الأورام السرطانية التي قد تتطور في عدة أماكن مختلفة من الجسم. يحدث الورم عادةً في الغدد اللعابية، ولكن قد نجده في مواقع أخرى من الجسم، وتعتبر الأعضاء التالية أمثلة على ذلك: الثدي والغدد الدمعية والرئة والدماغ وغدد بارتولين والرغامى والجيوب المجاورة للأنف.
تعتبر السرطانة الغدية الكيسية ثالث أشيع ورم خبيث يصيب الغدد اللعابية بعد السرطانة المخاطية البشروية والسرطانة الغدية متعددة الأشكال. تمثل السرطانة نحو 28% من الأورام الخبيثة التي تصيب الغدد تحت الفك السفلي، وذلك يجعلها أشيع أورام الغدد اللعابية الخبيثة في تلك المنطقة. قد يعيش المرضى لعدة سنوات مع النقائل بسبب التمايز الجيد للورم وبطء نموه. أجريت دراسة في عام 1999 على مجموعة مكونة من 160 مريض مصاب بالسرطانة الغدية الكيسية. كان معدل البقاء على قيد الحياة لخمس سنوات نحو 89%، بينما كان المعدل لخمس عشرة سنة نحو 40% فقط.[بحاجة لمصدر] يعكس ذلك ارتفاع معدل الوفاة الناجم عن النقائل المتأخرة.

## السبب
يعتبر تنشيط مورثة عامل النسخ الورمي MYB الحدث الجيني الرئيسي المرافق للسرطانة الغدية الكيسية، وهو ما يشاهد في الغالبية العظمى من الحالات. تنشط المورثة MYB في معظم الحالات من خلال اندماج المورثات مع عامل النسخ الذي يشفر المورثة NFIB نتيجة الإزفاء بين الصبغيات 6 و9. وقد تنشط المورثة MYB عن طريق زيادة عدد النسخ أو عن طريق مجاورة العناصر المعززة للمورثة. قد تندمج المورثة MYBL1 مع المورثة NFIB أو مع شركاء اندماج آخرين في أحد المجموعات الفرعية التابعة للسرطانة الغدية الكيسية.
تحث المورثة MYB تكاثر خلايا السرطانة الغدية الكيسية وتنظم المورثات التي تتحكم بدورة الخلية وتكرار الحمض النووي الريبوزي منقوص الأكسجين وإصلاحه ومعالجة الحمض النووي الريبوزي. ولهذا، تعتبر المورثة الورمية MYB هدف تشخيصي وعلاجي محتمل للسرطانة الغدية الكيسية.
تتكون السرطانة الغدية الكيسية من جينوم مستقر نسبيًا مع عدد قليل من التغييرات المتكررة في عدد النسخ أو الطفرات النقطية، وهذا يتوافق مع الفكرة التي تقول إن المحرك الرئيسي للورم هما المورثتان MYB وMYBL1.

## العلاج
يعالج هذا النوع من الأورام بالاستئصال الجراحي مع حواف نظيفة بصرف النظر عن موقعه في الجسم. قد تكون الجراحة صعبة في منطقة الرأس والرقبة بسبب ميل الورم إلى النمو بشكل متقطع حول الأعصاب، وهذا يعني وجود أعشاش بعيدة غير متصلة بالورم الأصلي. لذلك، يجب متابعة صور الرنين المغناطيسي للمسارات العصبية حتى الوصول إلى جذع الدماغ. يعطى عادةً العلاج الإشعاعي المساعد أو الملطف بعد الجراحة. يستخدم العلاج بالنيوترونات السريعة لأورام الغدد اللعابية الرئيسية والثانوية المتقدمة غير القابلة للجراحة أو الناكسة أو التي تترك بقايا كبيرة بعد الجراحة. وفي تلك الحالات، يعتبر العلاج بالنيوترونات السريعة أكثر أشكال العلاج فعالية. يلجأ الأطباء إلى العلاج الكيميائي في حالات المرض النقيلي، ولكن يحدد ذلك بحسب كل حالة بسبب قلة البيانات التي تدعم الآثار الإيجابية للعلاج الكيميائي. ومع ذلك، ما تزال الدراسات السريرية حول الأمر جارية.[بحاجة لمصدر]

## الصور

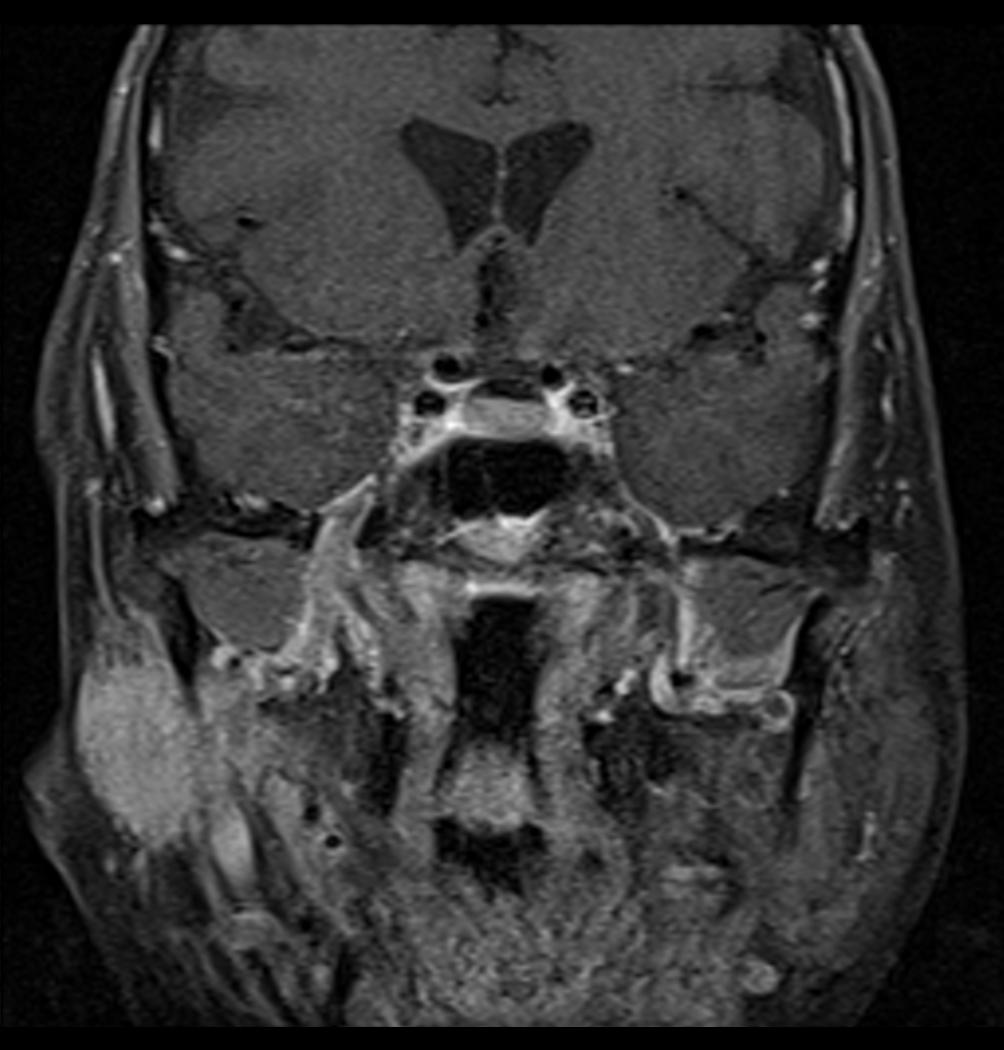
صورة رنين مغناطيسي بمقطع إكليلي لسرطانة غدية كيسية في النكفة اليمنى مع انتشار للورم حول العصب. ينشأ الورم في الغدة النكفية اليمنى وينتشر على مسار العصب ثلاثي التوائم عبر الفرع الأذني الصدغي الممتد داخل الجمجمة من خلال الثقبة البيضوية في قاعدة الجمجمة حتى كهف ميكل.
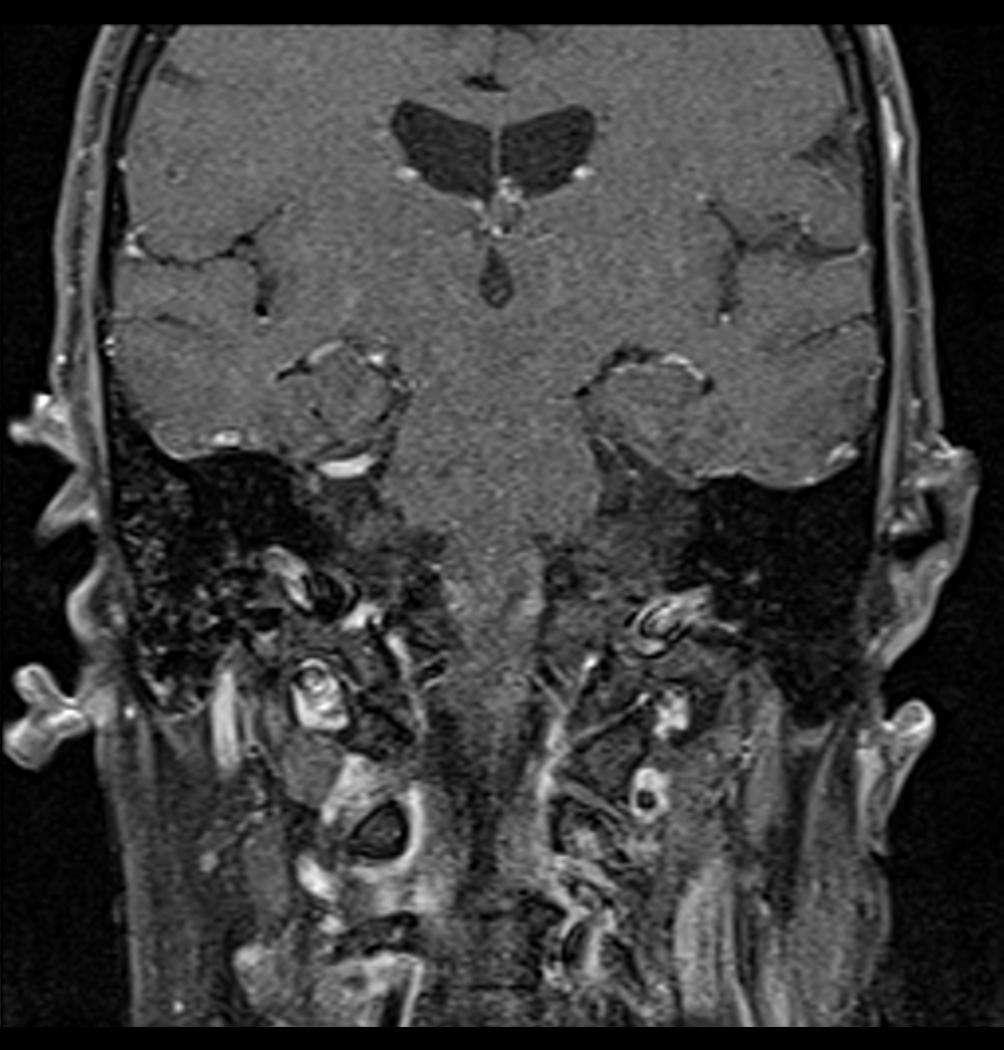
صورة رنين مغناطيسي بمقطع إكليلي لسرطانة غدية كيسية في النكفة اليمنى مع انتشار الورم على مسار العصب الوجهي عبر الثقبة الإبرية الخشائية.
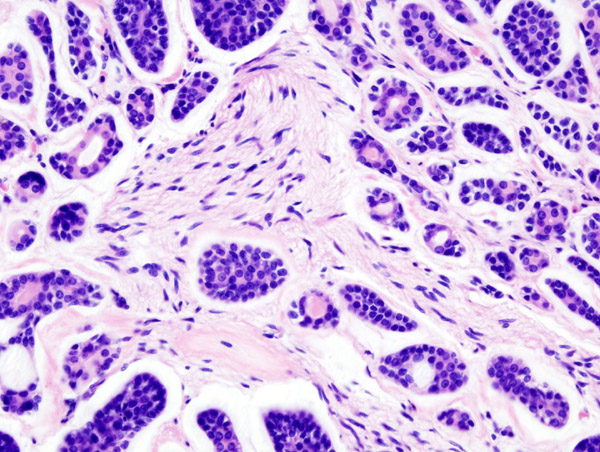
صورة نسيجية مرضية لسرطانة غدية كيسية في الغدد اللعابية مرتشحة في العصب (في الوسط). التلوين بصبغة الهيماتوكسيلين واليوزين.
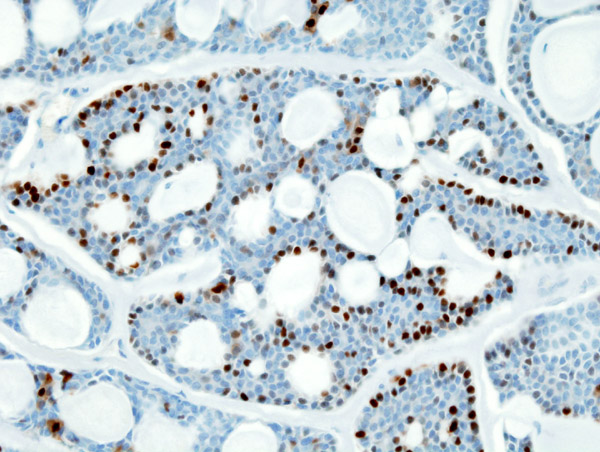
صورة نسيجية مرضية لسرطانة غدية كيسية في الغدد اللعابية ملونة تلوين مناعي بالبروتين إس 100.
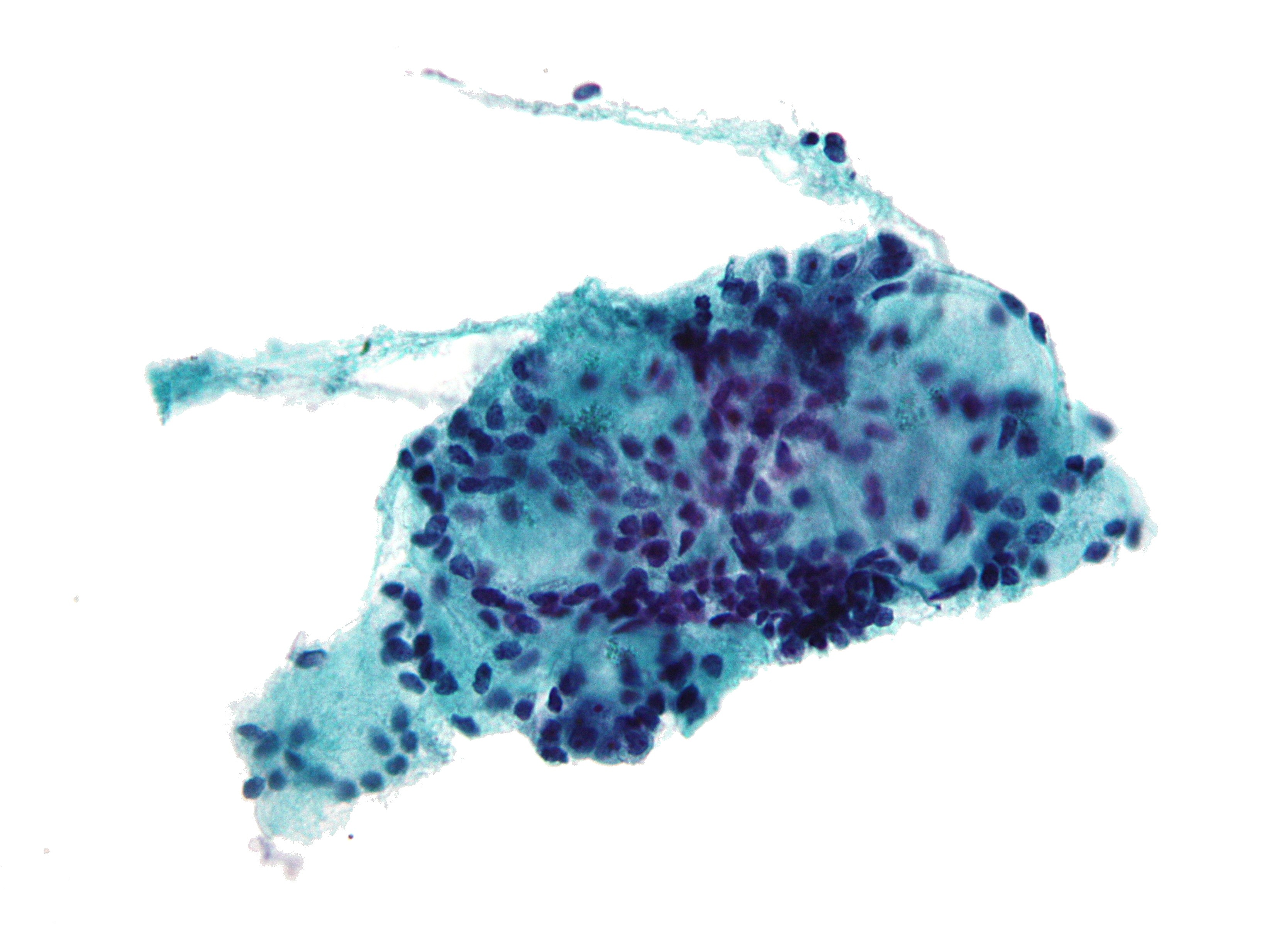
صورة مجهرية لسرطانة غدية كيسية. العينة مأخوذة عبر خزعة بالإبرة وملونة بصبغة بابابيكولاو.
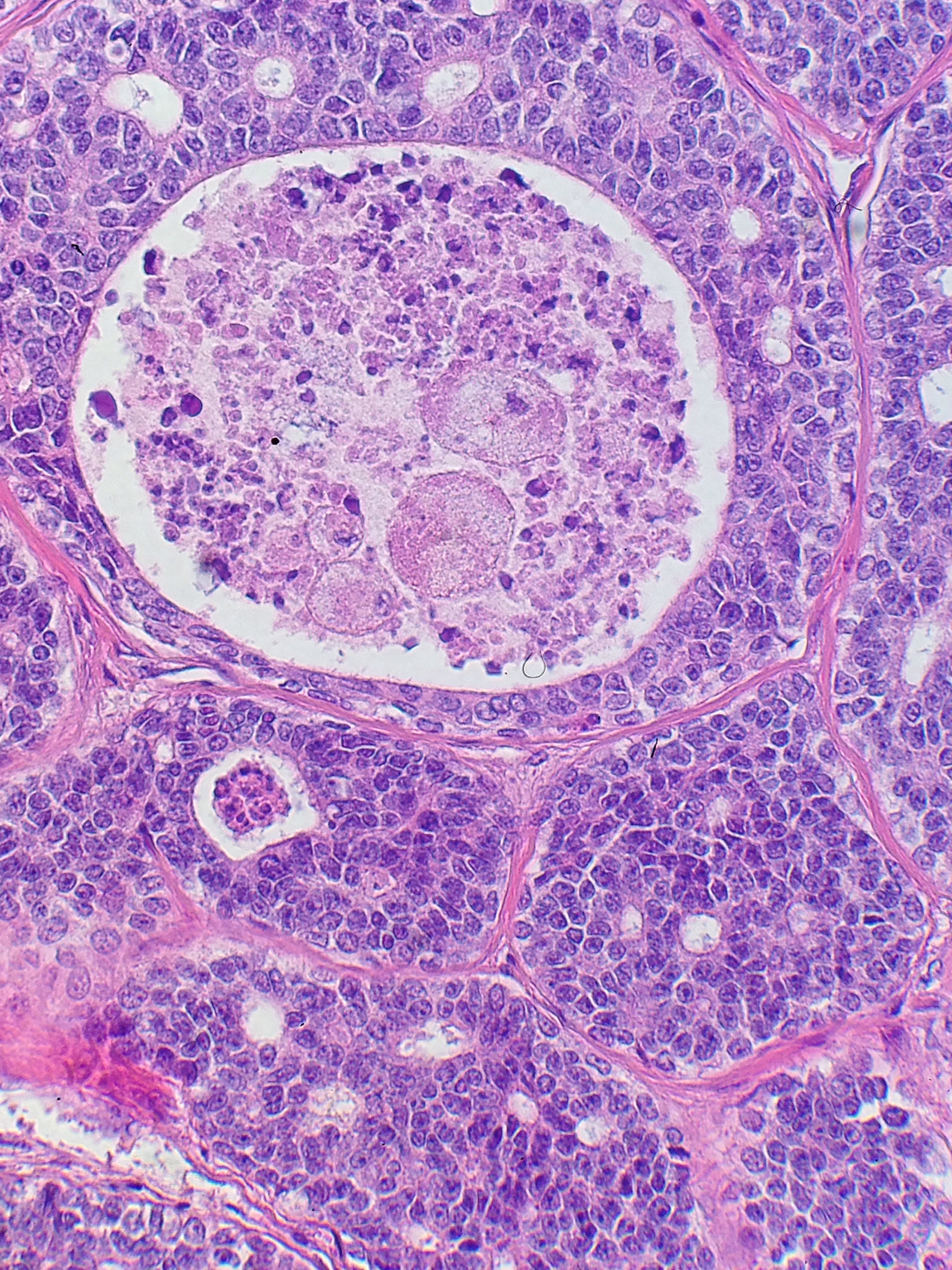
سرطانة غدية كيسية مع نخر زؤاني.